# Richia hahama
Richia hahama är en fjärilsart som beskrevs av Dyar 1919. Richia hahama ingår i släktet Richia och familjen nattflyn. Inga underarter finns listade.